# Lac Abijatta
Le lac Abijatta est un lac de soude d'Éthiopie, situé au sud d'Addis-Abeba, dans le parc national d'Abijatta-Shalla.

## Géographie
Abijatta est un lac de la vallée du Rift, situé dans la partie centrale du Grand Rift éthiopien, à environ 200 km au sud d’Addis-Abeba. Il s'agit d’un lac terminal, c’est-à-dire sans émissaire de surface. Sa profondeur maximale atteint 14,2 mètres, avec une profondeur moyenne de 7,6 mètres.
Au nord-est du lac se trouvent de nombreuses sources chaudes qui attirent tant les touristes que les habitants locaux. Au sud, s'étend le lac Shala.
La surface du lac a diminué de moitié entre 1973 et 2006 (passant de 197 à 88 km2) et la profondeur des eaux a chuté de treize à sept mètres. La plupart des poissons ont disparu, succombant à une salinité qui a augmenté à mesure que la quantité d’eau diminuait. La cause est le pompage excessif et incontrôlé des eaux afin de répondre aux besoins des entreprises étrangères implantées dans le bassin versant (surtout producteurs de fleurs et légumes) à partir des années 1990 et des agriculteurs locaux (légumes et khat),.
Le lac fait partie intégrante du parc national des lacs de la vallée du Rift. En raison de sa faible profondeur et de sa position terminale, il est particulièrement sensible aux variations climatiques et aux apports en eau. Son niveau fluctue principalement en fonction des précipitations directes et des apports hydriques provenant du lac Zwai au nord et du lac Langano à l’ouest. Contrairement à d'autres lacs du Rift, Abijatta montre un comportement hydrologique caractérisé par des pertes nettes pendant des périodes sèches prolongées, suivies de hausses rapides lors d’années exceptionnellement humides.

## Caractéristiques
Le lac Abijatta est l’un des plus alcalins du centre et du sud du Rift éthiopien, avec une concentration totale de solides dissous évaluée à 34 644 mg/l. Les rives vaseuses du lac abritent d’importantes populations de flamants roses, de pélicans blancs et d'autres espèces d’oiseaux endémiques. Les flamants se nourrissent principalement des algues présentes dans le lac, tandis que d’autres espèces dépendent des populations de poissons. Le lac se situe également sur une importante route migratoire pour les oiseaux arctiques durant l’hiver boréal.
Les données chimiques, bien que fragmentaires, montrent une augmentation marquée de la concentration ionique totale depuis 1926. Entre 1926 et 1998, la salinité varie d’un facteur supérieur à 2,6 (entre 8,1 et 26 mg/l), l’alcalinité est multipliée par quatre (entre 80 et 326 mg/l), et le pH oscille entre 9,5 et 10,1. Ces changements reflètent une transformation importante des conditions écologiques et chimiques du lac.